# ابن طبرزد
عمر بن محمد بن معمَّر بن يحيى ابن أحمد بن حسان، أبو حفص، ابن طَبَرْزَدْ، الدارقَزيّ، البغدادي (516 - 607 ه‍ / 1123 - 1210 م) هو مؤدب وشيخ الحديث في عصره.
حدث ببغداد وباربل والموصل وحران وحلب ودمشق وغيرها. صنف «مسند الإمام عمر بن عبد العزيز» من روايته.